# NGC 311
NGC 311 je galaksija u zviježđu Ribe.

## Vanjske poveznice
- SEDS: NGC 311